# Poliesportiu municipal de sa Pobla
El Poliesportiu municipal de sa Pobla, popularment Nou Camp de sa Pobla, és un camp de futbol de tinença municipal de la vila de sa Pobla, al Pla de Mallorca. Fou bastit i inaugurat per la Unió Esportiva Poblera el 1977, i compta amb un aforament per uns 8.000 espectadors asseguts sense seient damunt la grada.
L'estadi fou bastit perquè l'antic Camp de la Fortalesa sempre havia estat força precari i resultava massa petit pel nombre d'espectadors que solia anar al camp. A més, el creixement del nucli urbà acabà per engolir el camp dins la vila, fet que portà l'Ajuntament a planificar un nou camp. El nou estadi fou inaugurat el 17 de gener de 1977 amb un partit contra l'Ontinyent CF que acabà en 0-0. Comptava amb una coberta a un lateral del camp, la qual hagué de ser retirada per motius de seguretat el 2013; en el seu lloc es col·locà una nova coberta molt més petita, de poc més de 10m2-